# Helopicus nalatus
Helopicus nalatus és una espècie d'insecte plecòpter pertanyent a la família dels perlòdids.

## Hàbitat
En el seu estadi immadur és aquàtic i viu associat als grans corrents amb substrat rocallós, mentre que com a adult és terrestre i volador.

## Distribució geogràfica
Es troba a Nord-amèrica: els Estats Units (Arkansas, Indiana, Kansas, Michigan, Missouri i Oklahoma, incloent-hi els llacs Huron, Superior i Michigan).

## Estat de conservació
Els seus principals problemes són el desenvolupament humà, incloent-hi les pràctiques deficients en el maneig del sòl (sobretot, la sedimentació).